# ГЕС Xīnmǎ
ГЕС Xīnmǎ (新马水电站) — гідроелектростанція у центральній частині Китаю в провінції Сичуань. Знаходячись після ГЕС Xiǎogāoqiáo (16 МВт), входить до складу каскаду на річці Аннінг, яка впадає ліворуч до Ялунцзян, великої лівої притоки Дзинші (верхня течія Янцзи).
У межах проєкту річку перекрили бетонною греблею довжиною 168 метрів, яка утримує водосховище з об'ємом 655 тис. м3 та припустимим коливанням рівня поверхні в операційному режимі між позначками 1299 та 1301 метрів НРМ.
Зі сховища через правобережний гірський масив прокладено дериваційний тунель довжиною 23 км з діаметром 7,5 метра, який переходить у напірний водовід довжиною 0,4 км з діаметром 5,8 метра. У системі також працює вирівнювальний резервуар висотою 71 метрів з діаметром 22 метри.
Основне обладнання станції становлять три турбіни потужністю по 40 МВт, які використовують напір у 92 метри та забезпечують виробництво 664 млн кВт·год електроенергії на рік.